# 波斯波利斯 (漫畫)

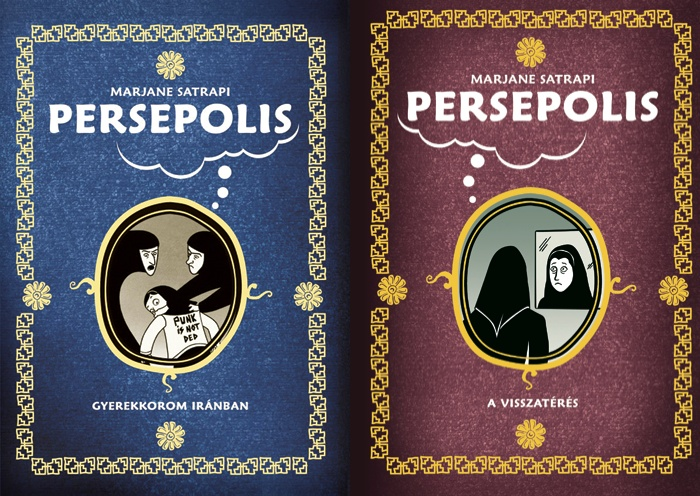
波斯波利斯（漫画）（第一卷和第二卷）封面的匈牙利版。

波斯波利斯（英語：Persepolis），又译我在伊朗长大，是一本由伊朗裔法国图像小说作家、漫画家瑪嘉·莎塔碧创作的自传体图像小说，故事描述了作者在經歷伊斯兰革命下在故鄉伊朗的成长过程。标题是源自古波斯帝国中的首都波斯波利斯。本书在《新闻周刊》2000-2009年度十本最佳非小说书籍中排名第5。最初的发布语言是法语，现在已经翻译成多种语文。《茉莉人生》是一部由这本漫画改编的动画电影，在2007年上映，并获提名奥斯卡最佳动画片奖。